# Signoghin (Karangasso-Vigué)
Pour les articles homonymes, voir Signoghin.
Ne doit pas être confondu avec Sig-Noghin.
Signoghin est une localité située dans le département de Karangasso-Vigué de la province du Houet dans la région Hauts-Bassins au Burkina Faso.